# Max Ingrand
Pour les articles homonymes, voir Ingrand.
Max Ingrand, né le 20 décembre 1908 à Bressuire et mort le 25 août 1969 à Neuilly-sur-Seine, est un maître-verrier et décorateur français, l'un des plus réputés de l'après-guerre avec Pierre Lardin et Robert Pansart.

## Biographie

### Famille
En premières noces, Max Ingrand épouse le 20 juin 1931 à Paris (18e arrondisement) Paule, née Paulette Jeanne Rouquié, artiste peintre dont il divorce en 1945 après avoir été séparé d'elle en 1939 par la guerre. Il s'unit en secondes noces le 8 novembre 1946 à Neuilly-sur-Seine à Marie-Alberte-Fernande Madré-Rey, dont il eut deux enfants.

### Jeunesse et formation
Inscrit à l'association scoute des Éclaireurs de France en 1917, Max Ingrand accomplit sa scolarité au lycée à Chartres puis intègre à Paris l'École nationale supérieure des arts décoratifs, rue de l'École-de-Médecine où il eut pour maîtres les grands artistes Jacques Gruber et Charles Lemaresquier. Diplômé en 1927, il est embauché par Jacques Gruber.
Il effectue son service militaire en 1929-1930.

### Prisonnier de guerre
Mobilisé en septembre 1939, il participe aux campagnes de Hollande et de Belgique et est fait prisonnier à Dunkerque. Il est maintenu en captivité pendant 5 ans à l'oflag IV-D.

### Carrière artistique
Il fut directeur artistique de Fontana Arte, vice-président de la Société des artistes décorateurs, vice-président du Syndicat des verriers d'art et cristalliers de France et président des Anciens élèves de l'École nationale supérieure des arts décoratifs.

### Atelier et domiciles
Ingrand a travaillé jusqu'à la fin de sa vie dans l'atelier situé au 8, passage Tenaille dans le 14e arrondissement dans lequel il s'était établi en 1932 et auquel il avait ultérieurement annexé le no 6 pour y installer les bureaux d'étude et un espace de présentation de Fontana Arte. Il demeurait au no 3 rue de la Cité-Universitaire à Paris, puis en dernier lieu au 12, rue Salignac-Fénelon à Neuilly-sur-Seine.
Max Ingrand meurt le 25 août 1969 d'une grippe à l'hôpital de Neuilly-sur-Seine, à l'âge de 60 ans.

## Décorations
- Officier de la Légion d'honneur (1957), nommé chevalier en 1947[6].
- Croix de guerre 1939–1945

## Œuvre
(liste non exhaustive)

### En France
- 1933 : réalise, à 25 ans, l'ensemble des vitraux de l'église Sainte-Agnès d'Alfort[7], ainsi que le triptyque du chœur et les panneaux du Chemin de croix peints sur bois.
- 1934 : Il travaille à la décoration du prestigieux paquebot Normandie, le fleuron de la "Transat". Des panneaux de glaces taillées signés Max Ingrand ornent les salons du navire[8].
- 1937 : participe à la décoration de l'immeuble d'Helena Rubinstein au 34 quai de Béthune, Paris 4e sous la direction de l'architecte Louis Süe.
- 1939 : fresque monumentale encadrant la scène de la Bourse du Travail de Calais[9].
- 1939 : ensemble de panneaux de verre représentant une Scène de bord de mer, réalisé avec Paule Ingrand, conservé au musée de Bressuire dans les Deux-Sèvres.
- 1945 : vitraux dans la basilique Notre-Dame d’Avesnières près de Laval.
- 1947 : affiche officielle du Jamboree scout de Moisson.
- 1947 : Vitraux de l'église Saint-Martin de L'Aigle (participation).
- 1949 : Vitraux de l'église Saint-Blaise et Notre-Dame de la Nativité de Fraize.
- 1949 : décoration de la Maison des Arts et Métiers, Cité Internationale Universitaire de Paris
- 1949 : vitraux de l'église Notre-Dame-de-l'Assomption, Quiestède (Pas-de-Calais).
- 1950 : Chemin de croix et vitraux de l'Église Notre-Dame-du-Pré, Le Mans.
- 1951 : Vitraux de l'Église Saint-Étienne de Villandry.
- 1952 : verrières de l'Église Saint-Léger d'Offoy (Somme).
- 1953 : vitraux de l'église Saint-Sulpice de Seraincourt[10].
- 1955 : vitraux du chœur de la cathédrale Saint-Maclou de Pontoise[11].
- 1956 : vitraux de la chapelle Saint-Hubert du château d'Amboise.
- 1956 : vitraux de l'église Notre-Dame du Grouanec à Plouguerneau.
- 1956 : vitraux à l'église Sainte-Marguerite de Sainte-Marguerite-sur-Mer.
- 1956 : Verrière de l'église Saint-Pierre d'Yvetot, d'une superficie de 1 026 m2, la plus grande d'Europe.
- 1956 : vitraux de la basilique Notre Dame du Paradis d'Hennebont.
- 1956 : vitrail de la Vierge aux bras étendus offerte par le Conseil de l'Europe à la Cathédrale Notre-Dame de Strasbourg [12],[13].
- 1957 : vitraux de la chapelle Saint-Calais du château de Blois.
- 1957 : verrières du chœur de l'église Saint-Nicolas de Beaumont-le-Roger.
- 1958 : fontaines lumineuses du rond-point des Champs-Élysées à Paris[14].
- 1958 : décoration du cinéma Le Mercury Champs Elysées à Paris.
- 1959 : vitraux du chœur de l'église de Saint-Leu d'Esserent[15].
- 1960 : costumes et décors de la pièce de Paul Claudel Christophe Colomb à l'Odéon Théâtre de France.
- 1960 : vitraux de l'église Saint Georges à Marseille
- 1960 : Fontaine de la place Victor-Hugo, avenue Victor-Hugo à Paris.
- 1961 : vitraux, six baies monumentales, pour l'église Saint-Jean-Baptiste de Rechèvres à Chartres[16].
- 1967 : vitraux à l'église Saint-Denis de Jaunay-Clan.
- 1968 : vitraux de l'église Saint-Joseph de Sartrouville.
- 1969 : Épée d'académicien d'Ivan Peychès.

- Vitraux de la nef de l'église Saint-Sauveur du Petit-Andely
- Vitraux  de l'église Notre-Dame de Carantilly (Manche).
- Vitraux de l'église Saint-Pierre d'Yvetot (considéré comme le plus grand vitrail d'Europe avec 1 046 m2).
- Vitraux  de l'église Saint-Martin de Gadancourt.
- Vitraux de l'église Saint-Taurin à Évreux.
- Vitraux de l'église Sainte-Agnès de Maisons-Alfort.
- Vitraux de l'église de Tous-les-Saints de Bobigny.
- Vitraux de l'église Sainte-Bernadette à Levallois-Perret.
- Vitraux de l'église Saint-Ouen de Pont-Audemer.
- Vitraux de l'église Saint-Désir de Lisieux.
- Vitraux à l'église Saint-Pierre de Montmartre à Paris.
- Vitraux de l'église Notre-Dame des Préaux.
- Vitraux de la chapelle du couvent de l'Assomption à Paris.
- Vitraux de l'église d'Azay-le-Rideau.
- Vitraux de la collégiale Notre-Dame d'Auffay.
- Vitraux de la chapelle du château de Chenonceau.
- Vitraux à l'église Saint-Nicolas-Saint-Laumer de Blois.
- Vitraux de la chapelle Saint-Hubert du château d'Amboise.
- Vitraux de la nef de l'église Sainte-Jeanne-d'Arc de Gien.
- Vitraux à l'église de Saint-Amand-Montrond.
- Vitraux de l'église Saint-Julien d'Osmery.
- Vitrail de la Vierge de Helkenhein dans l'abside de la cathédrale de Strasbourg.
- Vitraux à l'église Saint-Georges de Sélestat.
- Vitraux du chœur de l'église Saint-Georges-du-Château à Caen.
- Vitraux de l'église Saint-Sauveur de Caen.
- Vitraux de la nef de l'église Saint-Jean de Caen.
- Vitraux à la cathédrale Notre-Dame de Rouen, à l'église paroissiale Saint-Nicaise et à l'abbatiale Saint-Ouen de Rouen.
- Vitraux de la rosace du bras nord du transept, représentant le Jugement dernier  à la cathédrale Saint-Pierre de Beauvais.
- Vitraux de l'église Notre-Dame de La Charité-sur-Loire.
- Vitraux à l'église Saint-Vincent aux Baux-de-Provence.
- Vitraux du palais des Rois de Majorque à Perpignan.
- Vitraux à la cathédrale Saint-Vincent de Saint-Malo.
- Vitraux à la cathédrale Saint-Gatien de Tours.
- Vitraux du cloître de la Psalette à Tours.
- Vitraux à l'église Saint-Julien de Tours.
- Vitraux de l'église Saint-Saturnin de Tours.
- Vitraux de l'église de Ballan-Miré.
- Vitraux de l'église des Jacobins de Toulouse.
- Décoration du théâtre du palais de Chaillot à Paris.
- Décors de la pièce de Paul Claudel Christophe Colomb au théâtre Marigny.
- Vitraux de la chapelle du séminaire Saint-Yves, à la maison diocésaine de Rennes.
- Décors de la piscine du paquebot France[17].
- Vitraux à l'église Sainte Marie-Madeleine des Chartreux à Marseille
- Vitraux de l'église Notre-Dame à Dinard
- Le musée de Bressuire (Deux-Sèvres, France) présente une dizaine d'œuvres de Max Ingrand dont l'ensemble Scène de bord de mer (1936) réalisé avec Paule Ingrand.

### À l'étranger
- Décoration du plafond du théâtre du Palais royal de Bucarest en Roumanie.
- Décoration du Musée d'art métropolitain Teien de Tokyo au Japon.
- Décoration d'un hôtel à Bombay en Inde.
- Vitraux de la coupole de la cathédrale nationale de Washington aux États-Unis avec Claude Serre.
- Vitraux de la Cathedral of the Risen Christ de Lincoln (Nebraska) aux États-Unis, (1964)
- Certains vitraux de St. Dominic's Church de San Francisco (Californie) aux États-Unis[18].
- Vitraux de la cathédrale de São Paulo au Brésil.
- Vitraux de l'église Saint-Étienne de la Malbaie au Québec, Canada.
- Vitraux à l'église de Lac-au-Saumon au Québec, Canada.
- Certains vitraux de l'église Martin Luther à Gütersloh, Allemagne.
- Certains vitraux de l'église Saint-Nicolas d'Enghien, Belgique (1964).
- Vitraux de la Basilique supérieure de l'église de l'Annonciation, Nazareth.
- Vitraux de la cathédrale Saint-Paul à Münster, Allemagne (1961).
- Plafond rétroéclairé en verre sablé et gravé à l'acide, partiellement peint, Villa Empain, Bruxelles.
- Deux grand vitraux (tour occidentale et bras nord du transept) de la cathédrale Saint-Paul de Liège (Belgique: 1968 et 1970).
- Vitraux de la salle Art déco de la médiathèque de l'Institut français de Londres.

### Publications
- Max Ingrand, « Technique du verre gravé », L'Art sacré : revue mensuelle,‎ 1936, p. 25-26 (lire en ligne)